# Era Bunkyū
L'Era Bunkyū (文久) fou una era japonesa que succeí l'era Man'en i precedí l'era Genji, estant vigent des del 29 de març de 1861 fins al 27 de març de 1864. L'Emperador que regnà durant aquesta era fou l'Emperador Komei.

## Etimologia
El nom de l'era, Bunkyû, vol dir "Història literària", i com la majoria de noms d'era, aquest també prové de l'astrologia xinesa. El motiu per al canvi d'era i el seu nom és que en l'astrologia xinesa, l'any 58é de cada cicle zodiacal porta grans canvis i nous esdeveniments.

## Esdeveniments
Els shishi, que tenien influència sobre l'emperador Kōmei, en 1863 el van convèncer per emetre una "Ordre d'expulsió dels bàrbars". L'Ordre va situar el shogunat en una posició difícil, es produir atacs contra estrangers o els seus vaixells, i forces estrangeres i en represàlia les forces de Bakufu van poder expulsar la major part dels shishi de Kyoto, el seu intent de tornar el 1864 va ser rebutjat. No obstant això, els disturbis van continuar a tot el Japó.
- 29 de març de 1861 (Man'en 2/Bunkyû 1): Finalitza l'any 2 de l'era Man'en i comença l'any d'inici de l'era Bunkyû.
- 1861 (Bunkyû 1): Ukai Gyokusen funda el primer estudi fotogràfic comercial del Japó a Edo.[5]
- gener de 1862 (Bunkyû 1): Les illes Ogasawara són tornades a confirmar com a territori japonés, després del seu descobriment l'any Kanbun 10 (1670) i l'expedició encarregada pel bakufu a les illes el Enpō 3 (1675).[6]
- 1862 (Bunkyû 2): Les reformes Bunkyū relaxa les restriccions sobre els daimyos imposades per l'ex-Tairō Ii Naosuke durant l'era Ansei.[7]
- 14 de setembre de 1862 (Bunkyû 2): Té lloc l'incident de Namamugi.
- 22 d'abril de 1863 (Bunkyû 3): El Shogun Tokugawa Iemochi viatja en una gran processó amb 3000 sirvents cap a la capital imperial convocat per l'Emperador. Aquesta era la primera vegada que el Shogun visitava Kyoto des de la visita de Tokugawa Iemitsu l'any Kan'ei 11 (1634), 230 anys enrere.[8]
- 28 d'abril de 1863 (Bunkyû 3): L'Emperador Komei fa una visita al santuari de Kamo acompanyat del Shogun, cortesans i senyors feudals. Va ser la primera eixida d'un Emperador des de feia més de 230 anys, quan l'Emperador Go-Mizunoo va visitar el castell de Nijō. Tampoc cap emperador havia visitat el santuari de Kamo des de la visita de l'Emperador Go-Daigo ho va fer l'any Kenmu 1 (1334).[8]
- 29 d'abril de 1863 (Bunkyû 3): El domini d'Aizu accepta tindre sota la seua protecció els membres del Rōshigumi, els quals formarien més avant el Shinsengumi.
- 2 de maig de 1863 (Bunkyû 3): Els homes del Rôshigumi van al Konkaikōmyōji per a fer la seua presentació davant del senyor d'Aizu, Matsudaira Katamori, qui al no estar pressent delega la responsabilitat en els seus alts oficials.
- 15 d'agost de 1863 (Bunkyû 3): Comença el bombardeig de Kagoshima, al domini de Satsuma, per part de la marina britànica en resposta a l'incident de Namamugi.
- 27 de març de 1864 (Bunkyû 4/Genji 1): Finalitza l'era Bunkyû donant pas a la nova era Genji.

## Taula de conversió
| Bunkyū | 1    | 2    | 3    | 4    |
| ------ | ---- | ---- | ---- | ---- |
| AD     | 1861 | 1862 | 1863 | 1864 |